# Siv Jensen
Siv Jensen (Oslo, Noruega, 1 de junio de 1969) es una política noruega, exlíder del Partido del Progreso desde el año 2006 hasta el año 2021.

## Carrera política
Su interés por la política era, según ella misma, venido desde su escuela primaria, donde las discusiones eran comunes en la clase. Estas discusiones incluían normalmente a dos estudiantes que eran miembros de las Juventudes Socialistas de Noruega, uno de ellos se convertiría en su mejor amigo. Jensen, sin embargo, pronto se encontraría con una fuerte oposición a su punto de vista. Se unió al Partido del Progreso, alrededor de 1988. Previamente había pertenecido a las Juventudes Conservadores.

### Miembro del Parlamento
Fue elegida diputada miembro del Parlamento por Oslo, durante el período 1993-1997, y desde 1997 es Miembro regular del Parlamento. Durante el conflicto de principios de 1990 en el partido comenzado por muchos jóvenes libertarios, Jensen estuvo firme al presidente del partido Carl I. Hagen. En 2001, dijo que Hagen había sido como un padre para ella, y ella expresó una gran admiración por él. Se convirtió en la primera vicepresidenta del Partido del Progreso en 1998, y el líder parlamentario del el partido en el 2005. En 2006, Carl I. Hagen, el presidente prominente del partido desde 1978, renunció para convertirse en vicepresidente del parlamento, y Jensen asumió el liderazgo del Partido del Progreso temporalmente, por unos dos años, hasta que finalmente se le eligió como Presidenta regular en la convención nacional del partido en 2008.

### Últimas elecciones en Noruega
Aunque el partido del Progreso se había mantenido siempre por delante del Partido Conservador entre los votantes de la derecha, en las elecciones de 2013 los conservadores se pondrían por delante de los progresistas al caer estos 12 escaños en el Parlamento noruego.